# 倫敦華爾道夫希爾頓酒店

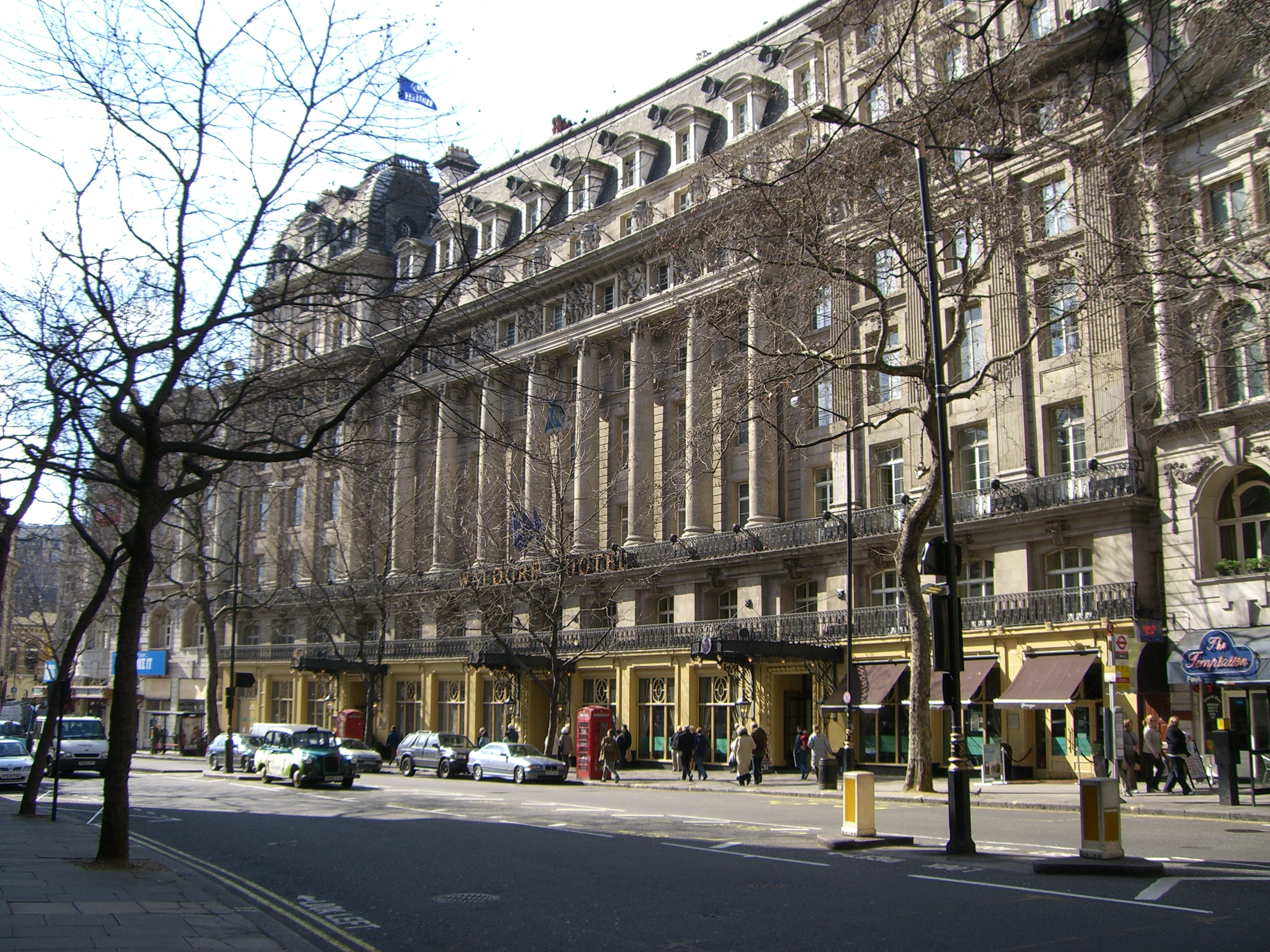
華爾道夫希爾頓酒店

華爾道夫希爾頓酒店（The Waldorf Hilton, London），舊稱華爾道夫酒店，是英國倫敦的一座高級酒店，位於奧德維奇。華爾道夫希爾頓酒店屬於希爾頓酒店，由威廉·華爾道夫·阿斯托（William Waldorf Astor）創建。該酒店共有298個房間，其中有19個是套房。

## 外部連結
- 维基共享资源上的相關多媒體資源：倫敦華爾道夫希爾頓酒店
- Hotel website （页面存档备份，存于）

51°30′45″N 0°07′08″W / 51.5126°N 0.1189°W